# Văn khố Nghiên cứu UFO
Văn khố Nghiên cứu UFO (tiếng Thụy Điển: Arkivet för UFO-forskning) còn gọi là Văn khố Hiện tượng Không Giải thích được (AFU) là một kho lưu trữ và thư viện lớn nhất thế giới dành riêng cho việc thu thập tài liệu về UFO, UFO học, Forteana, động vật học thần bí, hiện tượng siêu linh và văn hóa dân gian.

## Lịch sử
Văn khố này do những nhà UFO học người Thụy Điển là Håkan Blomqvist, Kjell Jonsson và Anders Liljegren thành lập tại Södertälje vào năm 1973 dưới cái tên Arbetsgruppen för ufologi. Mục đích nhằm cung cấp thông tin cho giới nghiên cứu UFO Thụy Điển và xây dựng một thư viện nghiên cứu chuyên biệt về tài liệu UFO trên toàn quốc.
Năm 1980, AFU được chuyển đổi thành một tổ chức phi lợi nhuận kiêm quỹ từ thiện rồi ít lâu sau dời sang địa điểm hiện tại ở Norrköping, Thụy Điển. Thông qua một thỏa thuận đặc biệt vào năm 1986, AFU chính thức kết nối với tổ chức quốc gia UFO-Thụy Điển (UFO-Sveriges), và đảm nhận vai trò quản lý văn khố và thư viện của tổ chức này. Hoạt động hàng ngày của tổ chức đều nằm dưới sự điều hành của một nhân viên thường trực và hoàn toàn dựa trên cơ sở tự nguyện bằng sự đóng góp của các nhà tài trợ tư nhân. Chủ tịch hiện tại là Clas Svahn. Năm 2013, Văn khố Nghiên cứu UFO chính thức đổi tên thành Văn khố Hiện tượng Không Giải thích được (Archives for the Unexplained).
Kho tài liệu của AFU sở hữu bộ sưu tập đồ sộ bao gồm 55.000 cuốn sách viết bằng nhiều thứ tiếng khác nhau, 88.000 số tạp chí đại diện cho 8.000 niên san, 650.000 mẩu báo, 30.000 bức ảnh, phim, băng ghi âm, kỷ vật, và hơn thế nữa. Theo thống kê sơ bộ thì cả thư viện thu thập được khoảng 5.000 cuốn sách mỗi năm với những ấn phẩm viết bằng nhiều ngôn ngữ khác nhau. AFU trải dài trên ba km kho chứa sách tại 14 địa phương với diện tích trên 550 mét vuông.